# Tramways bretons
Ne doit pas être confondu avec Réseau breton.

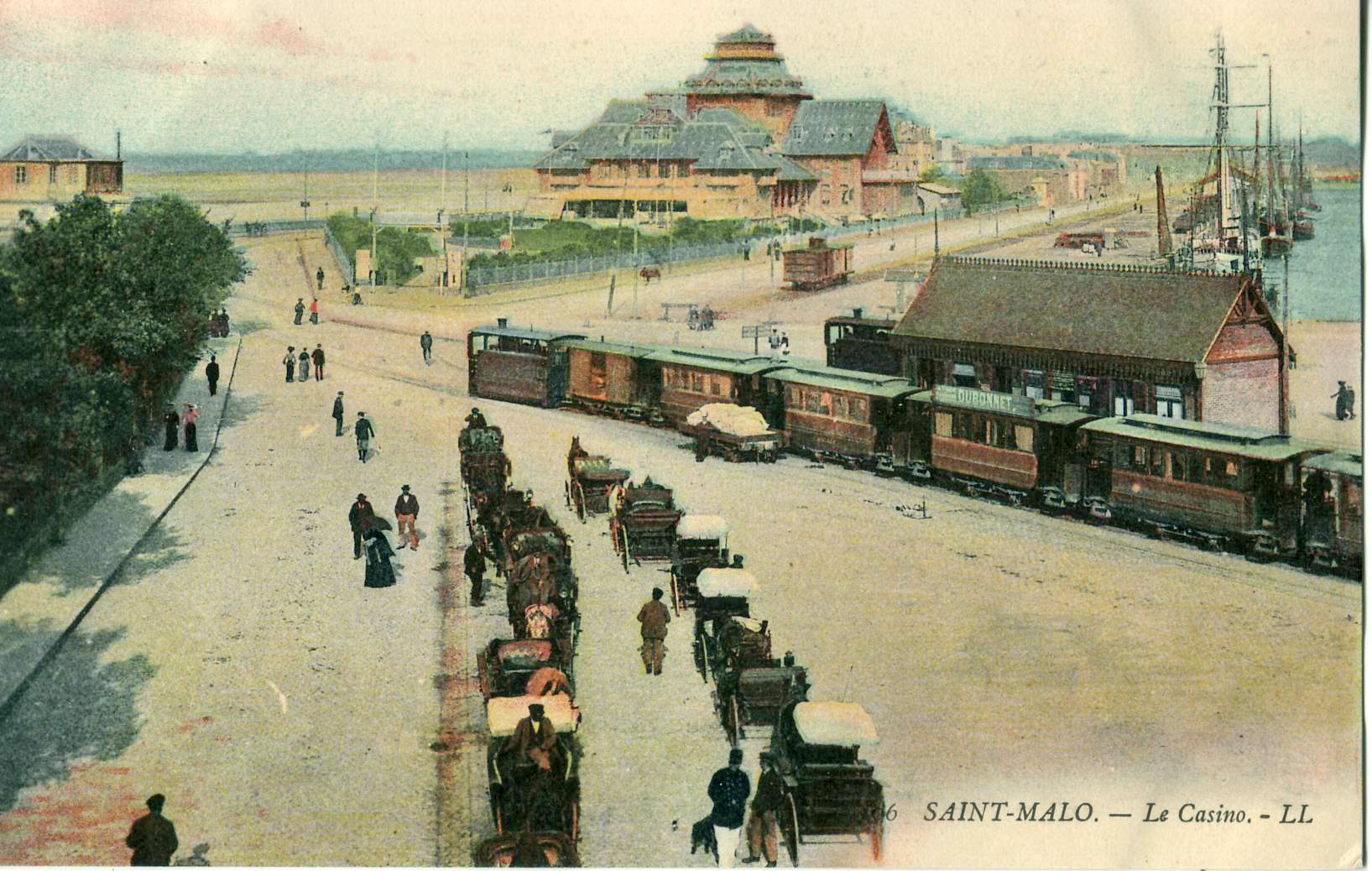
Le terminus de Saint-Malo, avant la Première Guerre mondiale.

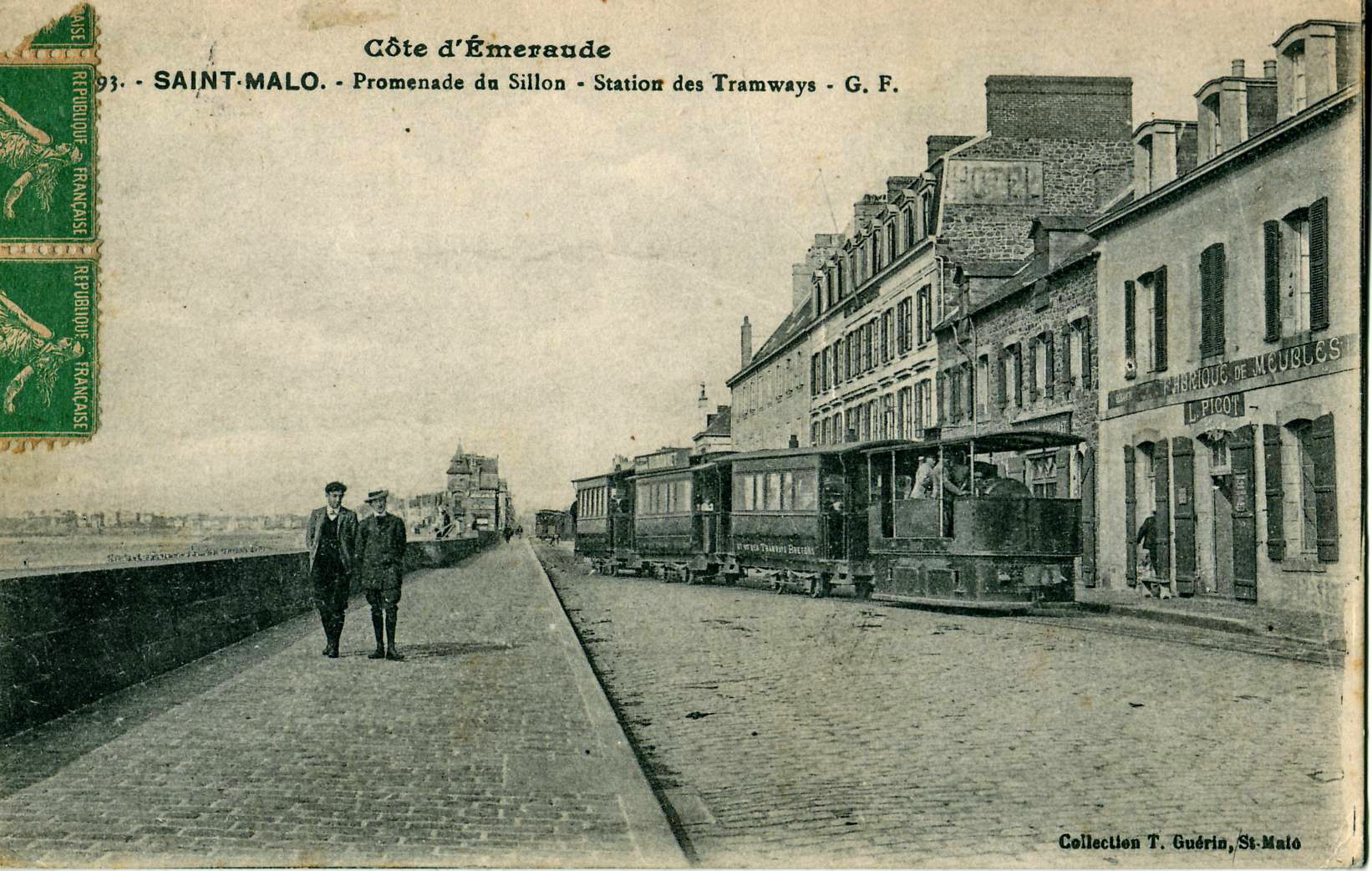
Tramway sur le Sillon à Saint-Malo.

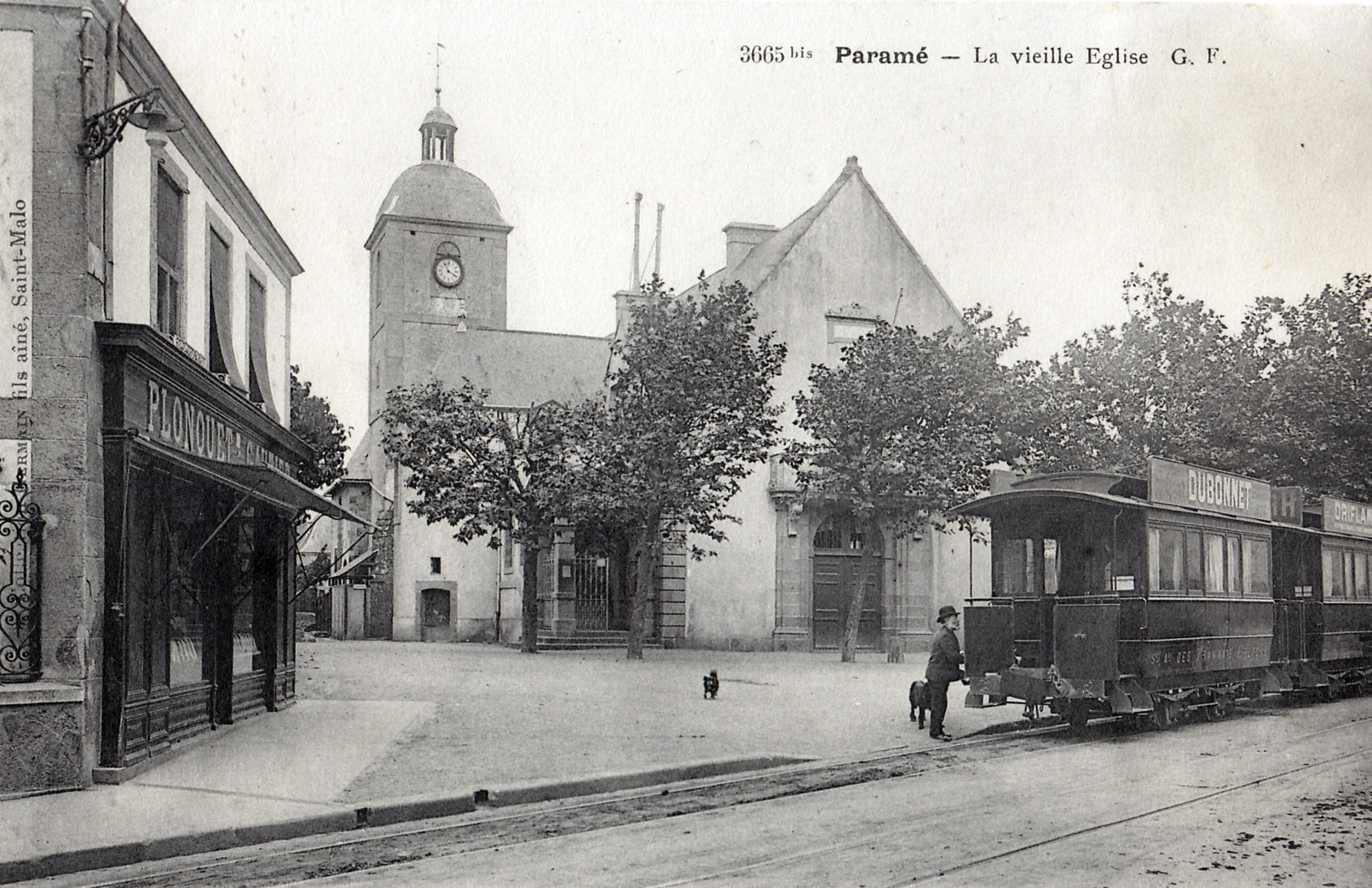
Le tramway devant la vieille église de Paramé

Les Tramways bretons, qui tirent leur nom de celui, trompeur, de la société concessionnaire, consistaient en un réseau de tramway à la fois urbain, desservant la ville de Saint-Malo et les communes qui fusionnèrent avec elle en 1968 (Paramé et Saint-Servan), et d'une ligne rurale vers Cancale et son port, La Houle.

## Histoire
- 1er août 1888 : Déclaration d'utilité publique du réseau urbain et concession aux consorts Wilmart
- 25 août 1889 : Ouverture du réseau urbain
- 23 mars 1892 : Décret approuvant la création de la société des tramways bretons en substitution aux consorts Wilmart
- 13 juillet 1897 : Déclaration d'utilité publique de la ligne de Paramé à Cancale et de l'embranchement vers le port de la Houle
- 21 juillet 1897 : Autorisation du transport de marchandises entre la « grande » gare de Saint-Malo et Paramé
- 3 août 1898 : Ouverture de la ligne de Paramé à Cancale et à la Houle

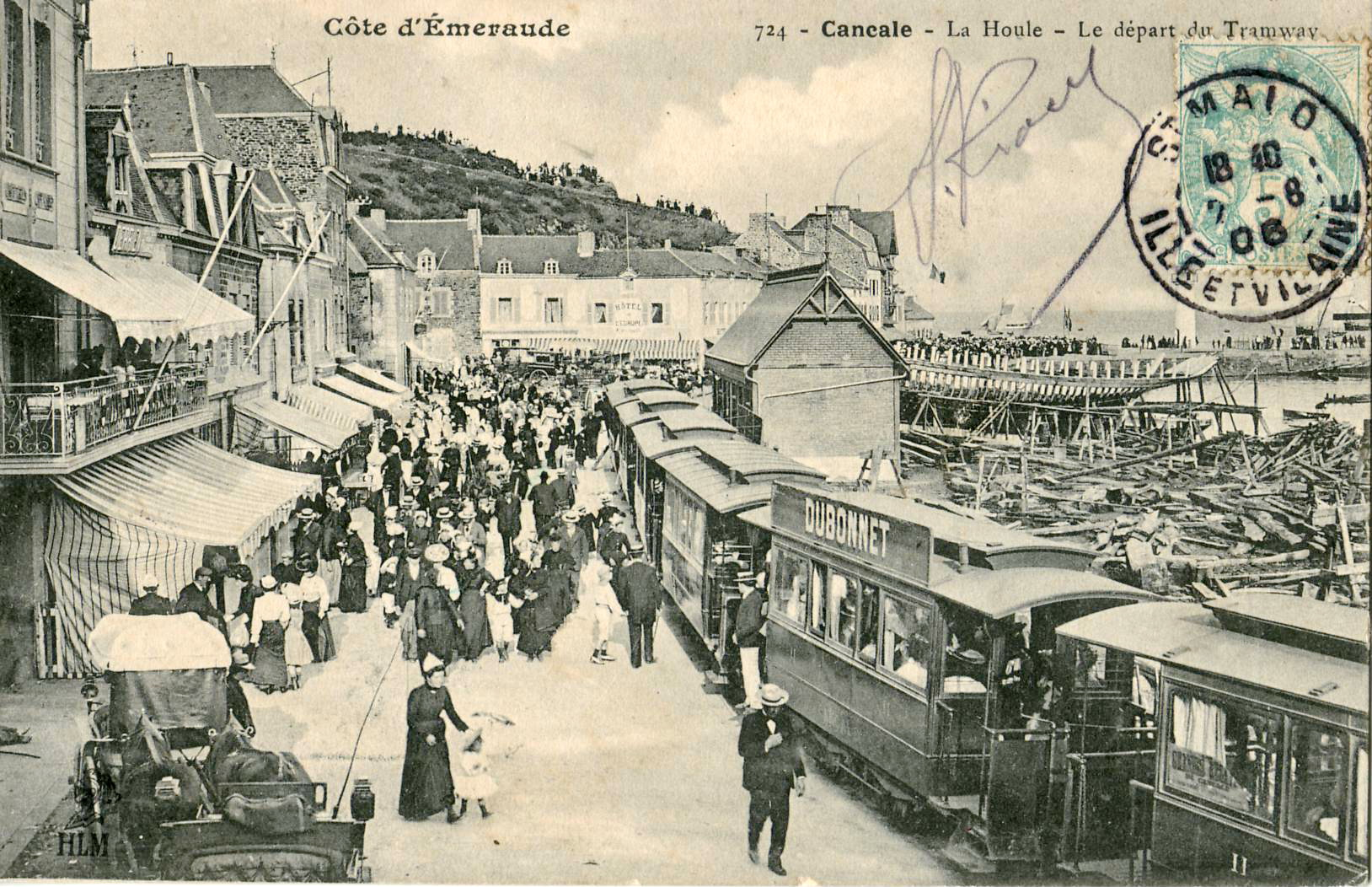
Forte animation à La Houle, pour ce départ du tramway

- 21 juillet 1923 : Décret autorisation le rachat du réseau par le département d'Ille-et-Vilaine et son exploitation en régie
- 24 avril 1925 : Déclaration d'utilité publique de l'électrification du réseau urbain
- 1927 : Électrification du réseau urbain en 550 Vcc
- 13 juillet 1937 : Raccordement aux tramways d'Ille-et-Vilaine à Rocabey
- 8 septembre 1947 : Fermeture de la ligne de Paramé à Cancale et la Houle
- 25 juillet 1948 : Fermeture de la ligne de Saint-Servan à Rocabey et transformation en trolleybus
- 18 février 1949 : Fermeture de la ligne de Rocabey à Paramé et transformation en trolleybus
- 3 octobre 1949 : Fermeture de la ligne de Rocabey à Saint-Malo et transformation en trolleybus
- 20 septembre 1959 : Fermeture du réseau de trolleybus et remplacement par des autobus
- 1er juillet 1968 : Dissolution de la régie et exploitation confiée aux TIV